# Копа (Тарлаулинский сельский округ)
Копа (каз. Қопа) — упразднённое село в Аягозском районе Абайской области Казахстана. Входило в состав Тарлаулинского сельского округа. Код КАТО — 633485500. Исключено из учётных данных в 2023 году.

## Население
В 1999 году население села составляло 328 человек (184 мужчины и 144 женщины). По данным переписи 2009 года, в селе проживали 172 человека (89 мужчин и 83 женщины).